# Osaka Jōdai
Osaka Jōdai (大坂城代) era o funcionário do shogunato Tokugawa do Período Edo da História do Japão responsável pela defesa do Castelo de Osaka (大 坂 城 · 大阪 城 Osaka-jo), e pela administração da Cidade de Osaka, cuidando da segurança de toda Região de Kansai . Este cargo, em nível de importância só era inferior, ao Kyoto Shoshidai.
Os Jōdai eram funcionários que para serem nomeado para este cargo deveriam ser fudai daimyō . Traduções convencionais têm interpretado este título como "comissário" , "supervisor" ou "governador".
Originalmente havia seis Jōdai, mas esse número foi reduzido para apenas um. Normalmente, o homem nomeado para esta posição deveria ter demonstrado anteriormente sua fidelidade, servindo como Jisha-bugyō ou por ter conseguido um outro cargo igualmente importante. A partir desta posição elevada, o próximo passo na carreira incluiria a  promoção para Kyoto Shoshidai e, em seguida, para uma posição entre os Rōjū em Edo.
Durante este período, Osaka foi classificada junto com outros centros urbanos "cidade shogunal". O número dessas cidades aumentou de 3 para 11 sob a Administração Tokugawa .

## Lista de Osaka Jōdai
- Naitō Nobumasa (1619-1626)
- Mizuno Tadakuni (1825).[4]
- Matsudaira Noryasu (1845).
- Matsudaira Tadakata (1845–1848).
- Naitō Nobuchika (1848–1850).
- Matsudaira Nobuatsu (1858–1861).
- Honjō Munehide (1861–1862).